# جائحة فيروس كورونا في جنوب إفريقيا
إن جائحة كوفيد-19 في جنوب أفريقيا هي جزء من جائحة مرض فيروس كورونا 2019 الجارية (كوفيد-19) التي يسببها فيروس كورونا المرتبط بالمتلازمة التنفسية الحادة الشديدة النوع 2 (سارس-كوف-2). في 5 مارس 2020، أكد وزير الصحة زويلي مخيزي انتشار فيروس كورونا إلى جنوب أفريقيا، وأول مريض معروف هو مواطن ذكر كان فحصه إيجابيًا لدى عودته من إيطاليا. أُبلِغ عن أول وفاة تحدث جراء المرض في 27 مارس 2020. حتى أغسطس 2020، احتلت جنوب أفريقيا المرتبة الأولى من حيث عدد حالات الإصابة بكوفيد-19 في قارة أفريقيا، والمرتبة الخامسة على مستوى العالم، لكن مع معدل وفيات قليل نسبيًا.
في 15 مارس، أعلن رئيس جنوب أفريقيا سيريل رامافوزا حالة الكوارث الوطنية، وأعلن عن إجراءات مثل قيود سفر فورية وإغلاق المدارس ابتداءً من 18 مارس. في 17 مارس، أُسِّس المجلس الوطني لقيادة فيروس كورونا «من أجل قيادة خطط الدولة لاحتواء الانتشار وتقليل التأثير السلبي لفيروس كورونا». في 23 مارس، أُعلِن عن إغلاق وطني تام بدءًا من 26 مارس 2020. في 21 أبريل، أُعلِن عن تحفيز بقيمة 500 مليار راند جنوب أفريقي استجابة للجائحة.
أعلن رامافوزا أنه ابتداءً من 1 مايو 2020، سيبدأ تخفيف تدريجي لقيود الإغلاق مع تخفيض درجة التأهب الوطني إلى الدرجة 4. ابتداءً من 1 يونيو، خُفِّضت القيود إلى الدرجة 3.
حتى 1 مايو 2020، كان العمر الوسطي للذين توفوا 64 سنة. حتى 10 أغسطس 2020، من أصل 3,267,494 فحصًا قد أُجرِي، تأكد وجود 563,598 حالة إصابة بالمجمل، وسُجِّلت 10,621 حالة وفاة، و417,200 حالة شفاء.

## خلفية
في 12 يناير 2020، أكدت منظمة الصحة العالمية عن ظهور فيروس كورونا المستجد كسبب للمرض التنفسي الذي أصاب مجموعة من الأشخاص في مدينة ووهان، مقاطعة خوبي، الصين، إذ أُبلغ عنهم إلى منظمة الصحة العالمية في 31 ديسمبر 2019. كانت نسبة الوفيات بين الحالات المُشخصة بكوفيد-19 أقل بكثير من جائحة فيروس سارس في عام 2003، لكن انتقال العدوى كان أكبر، والوفيات أيضًا.

## الخط الزمني

### مارس 2020
في 1 مارس 2020، تأكدت إصابة أول مريض بكوفيد-19 في جنوب أفريقيا بعد أن عاد مع زوجته و8 أشخاص آخرين من مدينة ميلان في إيطاليا مسافرًا عن طريق مدينة دبي، ومطار أوليفار ريجنالد تامبو الدولي في مدينة كيمبتون بارك بمقاطعة خاوتينغ، ومطار الملك شاكا الدولي في مدينة ديربان، إلى بلدة هيلتون. في 3 مارس، أبلغ المريض بأعراضه طبيب خاص وعزل نفسه، وعزل الطبيب نفسه أيضًأ. في 5 مارس، أعلن وزير الصحة زويلي مخيزي عن أول حالة إصابة مؤكدة، واستجابة لذلك أُرسِل علماء وبائيات وأطباء من المعهد الوطني للأمراض المعدية إلى مقاطعة كوازولو ناتال، وقد ذهب المريض إلى مشفى غراي في مدينة بيترماريتزبرغ.
في 7 مارس، أُعلِن أن امرأة من نفس المجموعة التي سافرت من إيطاليا عائدة إلى مقاطعة خاوتينغ قد ثبتت إصابتها.
في 11 مارس، أُبِلغ عن 6 حالت إصابة جديدة، بينهم حالة واحدة من نفس المجموعة التي سافرت من إيطاليا، بينما بدا أن الحالات الخمسة الأخرى غير مرتبطة بتلك المجموعة إذ لديهم تاريخ سفر إلى دول أوروبية أخرى. تأكد حدوث أول حالة إصابة في مقاطعة كيب الغربية. أُعلِن أيضًا عن 3 حالات في 12 مارس من بينها أول حالة إصابة في مقاطعة مبومالانجا. أُعلِن أيضًا عن أول انتقال محلي وأول حالة إصابة في مقاطعة الولاية الحرة، لكن الإعلان قد سُحِب من قبل المعهد الوطني للأمراض المعدية والذي أكد أن نتيجة فحص هذه الحالة قد كانت في الواقع سلبية. رفع ذلك عدد الحالات إلى 16.
في 15 مارس، أعلن الرئيس سيريل رامافوزا عن أول حالة انتقال محلي، لم تأكدها مخابر الحكومة بعد. وفي اليوم التالي، أُعلِن عن أول حالة في مقاطعة ليبموبو. في اليوم الذي يليه، في 17 مارس، أعلنت مخابر الحكومة عن أول حالات إصابة بانتقال محلي، هي 4 في خاوتينغ، و3 في كوازولو ناتال، و1 في كاب الغربية. في اليوم التالي، 18 مارس، أعلنت مخابر الحكومة عن أول حالة إصابة بانتقال محلي في مقاطعة مبومالانجا.
في 19 مارس، اقترح وزير الصحة أن ثلثي سكان جنوب أفريقيا يمكن أن يكونوا قد أصيبوا بالفيروس، وهو توقع يتماشى مع تقديرات أوروبا لإصابة السكان.
في 20 مارس، سجلت مقاطعة الولاية الحرة 7 حالات إصابة، لتصبح بذلك سادس مقاطعة فيها حالات إصابة من مقاطعات جنوب أفريقيا التسع. من بين الحالات السبعة، كانت 5 من الخارج (إسرائيل، وفرنسا، وتكساس) الذين تجمعوا لحضور اجتماع الكنيسة الذي حضره 200 شخص. فرض ومطار أوليفار ريجنالد تامبو الدولي عزلًا للأجانب عند وصولهم وإعادتهم إلى بلدانهم الأصلية.
في 21 مارس، وصل عدد حالات الإصابة المؤكدة إلى 240 مع إبلاغ مقاطعة كيب الغربية عن أول حالة إصابة فيها ما جعلها سابع مقاطعة تبلغ عن وجود حالات إصابة فيها من مقاطعات جنوب أفريقيا التسع. في 23 مارس، أعلن الرئيس رامافوزا عن إغلاق وطني مدة 21 يومًا ابتداءً من 26 مارس وحتى 16 أبريل. بحلول 24 مارس، أكدت المقاطعات التسع جميعها وجود حالات إصابة فيها، مع إعلان مقاطعتي كيب الشمالية وكيب الجنوبية عن أول حالة إصابة الأولى فيهما.
في 27 مارس، أعلن مخيزي عن أول حالة وفاة مؤكدة بكوفيد-19 في جنوب أفريقيا.
كان هناك 1,353 حالة إصابة مؤكدة في مارس. توفي 5 مرضى، وشُفِي 31 مريض، بينما بقي 1,317 حالات فعالة في نهاية الشهر.

### أبريل 2020
في 1 أبريل، أطلق باحثون من المعهد الوطني للأمراض المعدية والمعهد الوطني للمعلومات الحيوية في جامعة كيب الغربية التسلسل المورثي لفيروس (سارس-كوف-2) لمريض جنوب أفريقي مصاب بكوفيد-19. وزّعت شاحنات البيك أب مطهرًا مجانيًا لليدين في ألكسندرا في أوائل أبريل.
في 9 أبريل، أُعلِن أن أعضاء مجلس الوزراء في جنوب أفريقيا بما فيعم الرئيس ونائب الرئيس والوزراء ونواب الوزراء سيتبرعون بثلث رواتبهم لمدة ثلاثة أشهر لصندوق التضامن.
في 9 أبريل، أُغلِقت مشفى سانت أوغسطين في ديربان بعد حدوث تفشي محلي لأكثر من 60 حالة إصابة مؤكدة، و4 حالات وفاة مرتبطة بكوفيد-19، بحلول ذلك الوقت، ثبتت إصابة 1,845 شخصًا بالفيروس على مستوى الدولة، مع إجمالي 18 حالة وفاة.
في 10 أبريل، فُوجِئ خبراء الصحة بالتباطؤ الكبير في المعدل اليومي للحالات الجديدة خلال الأسبوعين الماضيين، ولكن كان هناك مخاوف من أن هذا التباطؤ قد يؤدي إلى الشعور بالرضا عن النفس.
في 10 أبريل، أوصى مخيزي باستخدام عامة الناس لأقنعة من القماش عند الخروج في الأماكن العامة.
في 12 أبريل، كانت هناك زيادة بأكثر من 145 حالة (7.1%) بما في ذلك 23 مسؤولًا، و3 سجناء في مركز إصلاح شرق لندن.
في 13 أبريل، أشار رئيس اللجنة الاستشارية الوزارية الخاصة بكوفيد-19 سالم عبد الكريم إلى أن الإغلاق كان فعالًا في تأخير حدوث الانتقال. وصف أيضًا خطة الدولة المكونة من ثماني المراحل لمكافحة فيروس كورونا. شمل ذلك معايير لتمديد أو تخفيف الإغلاق.
في 14 أبريل، زاد عدد حالات الإصابة المؤكدة بنحو 143، منها 70 حالة إصابة جديدة من منطقة كيب الشرقية.
بحلول 23 أبريل، عندما خاطب الرئيس رامافوزا الشعب مرة أخرى كان العدد الإجمالي لحالات الإصابة قد ارتفع مرة أخرى إلى 3,953. أظهرت الأرقام التفصيلية الصادرة عن المعهد الوطني للأمراض المعدية أنه في أبريل قد اتخذ عدد حالات الإصابة مسارات مختلفة في المقاطعات المختلفة. في الأسبوعين ما بين 9 و23 أبريل، شهد عدد حالات الإصابة في المقاطعات الساحلية زيادة كبير جدًا – ارتفع عدد حالات الإصابة في كيب الشرقية بنسبة 583% والتي كانت منخفضة في الأساس، وارتفع عدد حالات الإصابة في كوازولو ناتال بنسبة 108%، وفي كيب الغربية بنسبة 148%. حدثت ارتفاعات كبيرة في الشمال الشرقي (67%) وخاوتنغ (57%)، بينما كانت الزيادة في المقاطعات الأخرى منخفضة بشكل أكبر إذ تتراوح من 6% في كيب الشمالية إلى 23% في ليمبوبو (جميعها مع أرقام مطلقة منخفضة – 106 في مقاطعة الولاية الحرة، وأقل من 30 في كل من المقاطعات الأخرى).
اعتبارًا من 27 أبريل 2020 الساعة 23:59، كان العمر الوسطي لحالات الإصابة المؤكدة مخبريًا 38 عامًا (المدى بين الشرائح 29 – 51 عامًا)، وكان الأطفال الذين تقل أعمارهم عن 10 سنوات مسؤولون عن 3%.
في 30 أبريل 2020، تلقى رامافوزا شحنة من معدات الحماية الشخصية تبرعت بها مجموعة الإنترنت العالمية ناسبيرز في 30 أبريل. حدثت 4,2294 حالة إصابة جديدة في أبريل ما رفع العدد الإجمالي لعدد حالات الإصابة إلى 5,637. ارتفع عدد الوفيات ليصبح 103. ارتفع عدد حالات الشفاء ليصبح 2,073 ما ترك 3,471 حالة إصابة فعالة في نهاية هذا الشهر.

### مايو 2020
في 19 مايو 2020، قدر العلماء الذين ينصحون الحكومة حدوث 475 وفاة مؤكدة بكوفيد-19 في نهاية هذا الشهر، وأكثر من 40,000 حالة وفاة بحلول نوفمبر. قدروا أيضًأ أنه لن يكون هناك عدد كافٍ من أسرة العناية المركزة بحلول يونيو أو يوليو. صرح العلماء أن هذه التقديرات كانت عرضة للانحرافات، وكانت معتمدة على افتراضات بسيطة ومتشائمة.
كان هناك 27,036 حالة إصابة جديدة في مايو ما رفع العدد الإجمالي لحالات الإصابة المؤكدة إلى 32,683. ارتفع عدد حالات الوفاة إلى 683، وهو أعلى مما توقعه العلماء في وقت سابق من هذا الشهر (انظر 19 مايو). ارتفع عدد حالات الشفاء إلى 16,809 ما ترك 15,191 حالة إصابة فعالة في نهاية هذا الشهر.

### يونيو 2020
في يونيو، كان هناك 118,526 حالة إصابة جديدة ما رفع العدد الإجمالي لحالات الإصابة المؤكدة إلى 151,209. ارتفع عدد حالات الوفاة إلى 2,657. ارتفع عدد حالات الشفاء بمقدار 56,734 ليصبح 73,543. في نهاية هذا الشهر كان هناك 75,009 حالة إصابة فعالة.

### يوليو 2020
في 12 يوليو، في خطاب موجه للشعب، أعلن الرئيس رامافوزا عن الوصول إلى الذروة المتوقع حدوثها لعدد حالات الإصابة بكوفيد-19. مُدِّدت حالة الكوارث حتى 15 أغسطس 2020، وأُعيد فرض منع الكحول إلى جانب حظر تجول جديد يمتد من الساعة 21:00 وحتى الساعة 4:00. أدى استئناف بيع الكحول وتوزيعه إلى زيادة الضغط على المشافي بسبب الحوادث المرورية، والرضوض، والعنف، والذي يحدث بشكل أساسي في الليل.
في 22 يوليو، قدر مجلس الأبحاث الطبية في جنوب أفريقيا ومركز جامعة كيب تاون للأبحاث الاكتوارية (متعلقة بحسابات التأمين) أن 17,090 حالة وفاة طبيعية إضافية قد حدثت ما بين 6 مايو و14 يوليو 2020 في جنوب أفريقيا. مثل ذلك، بحلول الأسبوع الثاني من يوليو، زيادة بنحو 59% في عدد حالات الوفاة الطبيعية مقارنة بنفس الفترة من السنوات السابقة. حدثت 11,175 (65%) من حالات الوفاة الطبيعية الإضافية لدى الأشخاص الذين أعمارهم أكثر من 60 سنة. ارتبطت حالات الوفاة الطبيعية الإضافية هذه بكوفيد-19 إما بشكل مباشر أو بشكل غير مباشر بسبب تأخر التشخيص وعلاج الحالات المرضية الأخرى. كانت حالات الوفاة غير الطبيعية الناجمة عن حوادث السيارات وجرائم القتل أقل بنحو 20% من المتوقع.
في 23 يوليو، أعلن الرئيس رامافوزا إعادة إغلاق كل المدارس العامة مدة 4 أسابيع ابتداءً من 27 يوليو وحتى 24 أغسطس، وتمديد السنة الأكاديمية حتى 2021.
في يوليو، كان هناك 341,974 حالة إصابة جديدة ما رفع العدد الإجمالي لحالات الإصابة إلى 483,183. زاد عدد حالات الوفاة بمقدار ثلاثة أضعاف ليصبح 8,005. زاد عدد حالات الشفاء بنحو 252,628 ليصبح 326,171. في نهاية هذا الشهر، كان هناك 159,007 حالة إصابة فعالة.

## الاستعدادات والاستجابة
بعد أن أعلنت منظمة الصحة العالمية (دبليو إتش أوه) كوفيد-19 حالة طوارئ صحية عامة ذات أهمية دولية في 30 يناير 2020، فُعل مركز عمليات الطوارئ على الفور.

### الفحوصات
بدأ المعهد الوطني للأمراض المعدية (إن آي سي دي) في اختبار الأشخاص في جنوب إفريقيا بحثًا عن حاملي فيروس كورونا (سارس-2كوفيد) في 28 يناير 2020، وبحلول 7 فبراير كان قد أُجري 42 اختبارًا من هذا القبيل.
بحلول منتصف مارس، أصبحت المستشفيات الحكومية تقدم اختبار كوفيد-19 مجانًا.
في 30 مارس 2020، أعلنت الحكومة نيتها الشروع في برنامج فحص واختبار معزز. في 3 أبريل 2020، أجرت (إن آي سي دي) تعديلات على إرشادات الاختبار الخاصة بها للسماح بفحص أي شخص ظهرت عليه أعراض كوفيد-19 ذات الصلة (كانت هناك سابقًا متطلبات إضافية مثل تاريخ السفر إلى الخارج أو الاختلاط الأخير بحالة مؤكدة). بحلول بداية أبريل، أُنشئت 67 وحدة اختبار متنقلة واختُبر 47000 شخص.
في 8 أبريل، قامت خدمة المختبرات الصحية الوطنية (إن إتش إل إس) بتفصيل قدرتها على الاختبار في جميع أنحاء البلاد. سوف تكون (إن إتش إل إس) قادرة على إجراء ما يقرب من 36000 اختبار يوميًا بالإضافة إلى إجرائها العديد من مختبرات علم الأمراض السريرية الخاصة. قال الرئيس التنفيذي لـ (إن إتش إل إس) -الدكتور كامي شيتي- إنه بحلول 9 أبريل 2020، أُجريت غالبية الفحوصات في القطاع الخاص حيث رُبطت الحالات الأولية بالمسافرين الدوليين الذين من المحتمل أن يكونوا تحت برامج طبية خاصة.
بحلول 9 أبريل 2020 ، أجرت جنوب إفريقيا 874 68 اختبارًا بمعدل 1.2 اختبارًا لكل ألف، وهو أقل بكثير من تركيا (3.3) والمملكة المتحدة (3.6) وكوريا الجنوبية (9.7). ومع ذلك، كانت نسبة الاختبارات الإيجابية إلى إجمالي الاختبارات التي أجريت أقل بكثير من معظم البلدان. بحلول 10 أبريل، زاد عدد الاختبارات إلى 73028، ما جعل متوسط عدد الاختبارات في اليوم في الأيام العشرة الأولى من أبريل حوالي 3300. صرح رئيس مجلس إدارة (إن إتش إل إس) إريك بوخ أن لديه قدرة على إجراء 15000 اختبار في اليوم ورحب بإجراء المزيد من الاختبارات. في 12 أبريل، أعلن وزير الصحة الدكتور زويلي مخيزي أن عدد الفحوصات المجراة في الساعات الأربع والعشرين الماضية قد ارتفع إلى 5032، مع إجراء 192 3 في المعامل العامة.
في 14 أبريل، قال ستافروس نيكولاو رئيس مجموعة العمل للرعاية الصحية في جنوب إفريقيا والمدير التنفيذي لشركة أسبين فارماكير، إن جنوب إفريقيا لديها القدرة والأدوات لإجراء 25000 اختبار يوميًا.
بحلول 23 أبريل، كان العدد الإجمالي للاختبارات 143570. ازداد عدد الفحوصات اليومية: في أول 14 يومًا من شهر أبريل، كان المتوسط اليومي لعدد الاختبارات 3394؛ خلال الأيام التسعة التالية كان المتوسط اليومي 6283. وبقي معدل الاختبارات الإيجابية مقابل إجمالي الاختبارات أقل من 3%. وأصدر وزير الصحة أرقامًا أظهرت أنه من بين جميع الفحوصات التي أجريت حتى 23 أبريل، أُجري 62% في القطاع الخاص و38% في القطاع العام. ومع ذلك، فإن هذه النسبة آخذة في التغير مع زيادة قدرة القطاع العام. أجرى القطاع العام 63% من الاختبارات الجديدة المبلغ عنها في 23 أبريل 2020.
بحلول 27 أبريل، كان قد أُجري 185497 اختبارًا على سكان جنوب إفريقيا، إذ أجرى القطاع العام غالبية الاختبارات. تفاوتت تغطية الاختبارات الإقليمية بأكثر من 8. عدد الاختبارات لكل 100000 مقيم (بناءً على تقديرات السكان لعام 2019) كان شمال غرب 66، ليمبوبو 69، مبومالانجا 101، نورثرن كيب 111، كيب الشرقية 247، كوازولو ناتال 270، فري ستيت 284 وغاوتينغ 439 وويستيرن كيب 541 (المتوسط الوطني 317). بدأ برنامج مراقبة لمراقبة التنقل المجتمعي (على عكس الاختبارات التي أجريت على الأشخاص الذين ظهرت عليهم الأعراض أو الذين كانوا على اتصال بمرضى كوفيد-19). في الأذرع الثلاثة للبرنامج أُجري 812 اختبارًا واكتشفت حالتين إيجابيتين. بحلول 28 يونيو، كان العدد الإجمالي للاختبارات 1567084. وكان القطاع الخاص قد تجاوز الآن القطاع العام، من حيث الاختبارات المنجزة. كان القطاع الخاص قد أجرى 804248 اختبارًا مع إجراء القطاع العام فقط 762836.
بحلول 11 يوليو، كان قد أُجري 2108570 لقاحًأ مع استمرار إجراء معظم الاختبارات للقطاع الخاص.

### التجارب السريرية واللقاحات والعلاج
في 17 مارس 2020، أعلنت هيئة تنظيم المنتجات الصحية في جنوب إفريقيا أنها ستسرع مراجعة العلاجات واللقاحات والتجارب السريرية. فريق من 8 جامعات و14 مستشفى بقيادة هيلين ريس وجيريمي نيل من جامعة ويتواترسراند شاركوا في التجارب السريرية لمنظمة الصحة العالمية التي حققت في الأدوية.
أُطلقت تجربة لقاح كوفيد-19 في مقاطعة غوتنغ، قرب نهاية يونيو بالتعاون مع معهد غينر في المملكة المتحدة.
بحلول 15 يوليو أفادت البي بي سي وديلي مافريك أن النظام الصحي في كيب الشرقية كان على وشك الانهيار بسبب نقص الموظفين والتغيب والإضرابات والمشاكل الموجودة مسبقًا الناتجة عن سوء الإدارة.

### حالة الكارثة
بحلول منتصف مارس، تسارعت إجراءات العزل، وفي 15 مارس 2020، أعلن الرئيس سيريل رامافوزا حالة الكارثة الوطنية، وحظر التجمعات لأكثر من 100 شخص.
في 17 مارس، عقد رامافوزا -بدعم من نائب الرئيس ديفيد مابوزا- الاجتماع الافتتاحي لمجلس القيادة الوطنية بشأن كوفيد-19 أو مثلما سُمي لاحقًا: المجلس الوطني لقيادة فيروس كورونا، من أجل قيادة خطة الأمة لاحتواء الانتشار وتخفيف الأثر السلبي لفيروس كورونا.
في 18 مارس، وقعت وزيرة الحوكمة التعاونية والشؤون التقليدية نكوسازانا دلاميني زوما، بيان حكومي يحدد عدد المستفيدين في الحانات والنوادي والمطاعم إلى 50.
علق البرلمان جميع الأنشطة اعتبارًا من 18 مارس. وأجل المؤتمر الوطني الأفريقي (أيه إن سي) والتحالف الديمقراطي (دي أيه) مؤتمريهما الانتخابيين. ألغت لجنة التوفيق والوساطة والتحكيم (سي سي إم أيه) جميع القضايا المجدولة اعتبارًا من 18 مارس 2020 وحظرت الإحالات الفورية للقضايا الجديدة - بدلًا من الإحالات الإلكترونية. أُغلقت المدارس في 18 مارس 2020، واستؤنفت في أوائل يونيو. قامت معظم الجامعات بتعليق الدراسة في هذا الوقت أيضًا. أُلغيت أو تأجلت احتفالات التخرج بجامعة بريتوريا وجامعة كيب تاون وجامعة ستيلينبوش وجامعة رودس وجامعة كوازولو ناتال وجامعة ديربان للتكنولوجيا حتى إشعار آخر.
بعد ذعر الشراء الذي أصاب المواطنين، وضع بعض تجار التجزئة قيودًا على عدد بعض الحاجيات التي يمكن للعملاء شراءها. في 19 مارس، وقع وزير التجارة والصناعة إبراهيم باتيل جريدة حكومية تفرض ضوابط على الأسعار على المواد الأساسية ويمكن أن يؤدي ذلك إلى معاقبة المتلاعبين بالأسعار بإجراءات تشمل غرامة قدرها 10 ملايين راند، وغرامة تعادل 10% من حجم مبيعات الشركة، أو 12 أشهر في السجن.
في 3 يونيو، مددت الوزيرة دلاميني زوما حالة الكارثة التي كان من المقرر أن تنتهي في 15 يونيو، بعد ثلاثة أشهر من إعلانها، حتى 4 يوليو مشيرة إلى الحاجة إلى مواصلة زيادة تدابير التخفيف الحالية التي تتخذها أجهزة الدولة لمعالجة تأثير الكارثة.

#### انخفاض عدد الوفيات
أدى الإغلاق إلى انخفاض عدد الوفيات الناجمة عن حوادث السير وجرائم القتل؛ شهدت فترة عيد الفصح، أي بين التاسع والثالث عشر من أبريل 2020، وقوع 28 حالة وفاة بسبب حوادث السير في أثناء الإغلاق، مقابل 162 وفاة في الفترة ذاتها من عام 2019. أيضًا في فترة الإغلاق، أُبلغ عن 432 جريمة قتل، مقابل ما يعادل 1542 جريمة خلال الفترة ذاتها من العام السابق: 29 مارس 2019 إلى 22 أبريل 2019. وفقًا لمجلس البحوث الطبية، كانت الوفيات الإجمالية للعام حتى 21 أبريل 2020 «ضمن حدود التوقع عمومًا». يُذكر أيضًا أن الأسابيع الخمسة التي سبقت 21 أبريل 2020 قد شهدت انخفاضًا في أرقام الوفيات غير الطبيعية من الذكور والإناث، بما فيها الوفيات الناجمة عن جرائم القتل وحوادث المرور.

#### المستويات
بدأ تخفيف قيود الإغلاق على المستوى الوطني في 1 مايو 2020، وفقًا لاستراتيجية مضبوطة حسب المخاطر، لتدخل البلاد في المستوى الرابع، ومن بعدها المستوى الثالث منذ 1 يونيو.
| 5 |   |   |   |   | إجراءات جذرية مطلوبة لاحتواء انتشار الفيروس بهدف إنقاذ الأرواح. |
| 5 | 4 |   |   |   | حظر الخمور: عمليات البيع والتوزيع والنقل (باستثناء الحالات التي يكون فيها الكحول مطلوبًا للصناعات التي تنتج معقمات اليدين والمطهرات والصابون والكحول للاستخدام الصناعي ومنتجات التنظيف المنزلية والمشروبات الكحولية لأغراض التصدير). لا يجوز النظر في الموافقة على تراخيص الخمور الخاصة أو الأحداث والمناسبات المشابهة. (26) |
| 5 | 4 |   |   |   | حظر مبيعات التبغ: منتجات التبغ والسجائر الإلكترونية والمنتجات ذات الصلة. (27) |
|   | 4 |   |   |   | حظر التجول منذ الساعة 20:00 حتى الساعة 05:00، إلا في حال منح تصريح لأداء الخدمات الأساسية أو المسموح بها، أو في حالات الطوارئ الأمنية أو الطبية. (16.3) |
|   | 4 |   |   |   | عمليات الإخلاء، حظر: إيقاف أوامر الإخلاء وتعليقها لحين انتهاء المستوى 4، ما لم يتم تجاوزها من قبل المحكمة. (19) |
|   | 4 |   |   |   | الحركة: يجوز للناس مغادرة أماكن إقامتهم بهدف: - أداء خدمة أساسية أو مسموح بها - الذهاب إلى العمل في حال امتلاكهم تصريحًا يخولهم ذلك - شراء البضائع المسموح بها - الحصول على الخدمات المسموح بها - نقل الأطفال، تبعًا للشروط المسموح بها - المشي أو الجري أو ركوب الدراجة بين الساعة 6 صباحًا والساعة 9 صباحًا، في نطاق 5 كيلومترات من مكان الإقامة. (16.1–2) |
|   | 4 |   |   |   | النقل العام: يجوز لوزير النقل السماح باستئناف خدمات السكك الحديدية والحافلات وسيارات الأجرة، وخدمات طلب وسيلة نقل عبر وسائل الاتصال المختلفة، والسماح بحركة المركبات الخاصة، مع تحديد قواعد النظافة الخاصة للحد من خطر الإصابة بكوفيد-19. (20) |
|   | 4 |   |   |   | يُحظر التنقل بين المحافظات والبلديات الحضرية والبلديات المحلية باستثناء العمال الحاصلين على تصريح لأداء الخدمات الأساسية أو المسموح بها، وطلاب المدارس أو مؤسسات التعليم العالي المسموح بارتيادها، وحضور الجنازات، ونقل رفات الموتى. (16.4) سُمح أيضًا بالرجوع لمرة واحدة إلى مكان الإقامة بين 1 مايو 2020 و7 مايو 2020 دون عودة، والبقاء هناك حتى انتهاء فترة المستوى 4. (16.5) |
|   | 4 |   |   |   | إغلاق الحدود: باستثناء منافذ الدخول المخصصة ونقل الوقود والبضائع والسلع. (21) |
|   | 4 |   |   |   | حظر التجمعات باستثناء: - الجنازات (مع اقتصارها على 50 شخصًا، وحظر طقوس العبادة الليلية في الجنازات (18.2-3)، والسماح لأفراد العائلة المقربين والشركاء الذين يمتلكون تصاريح تخوّلهم التنقل بين المحافظات والبلديات الحضرية وبلديات المحافظات. (18.1، 5)) - التجمعات في مكان العمل - شراء السلع والخدمات الأساسية (23.1) |
|   | 4 |   |   |   | الأماكن المغلقة للعامة: - المعارض أو الأماكن التي تُقام فيها أنشطة دينية أو ثقافية أو رياضية أو ترفيهية أو تنظيمية أو أي فعاليات مماثلة - الحدائق العامة والملاعب الرياضية والشواطئ والمسابح - أسواق السلع المستعملة - المهرجانات والبازارات - النوادي الليلية - · الكازينوهات - الفنادق، والنزل، وغرف الاستقبال الخاصة بالمبيت والإفطار، ومنشآت إير بي إن بي، والمرافق والمنتجعات المشتركة، ودور الضيافة، باستثناء ما يلزم منها للسائحين المتبقين والمحصورين في الفنادق والنزل وبيوت الضيافة - محميات الصيد باستثناء ما يلزم منها للسائحين المحصورين - منتجعات العطلات باستثناء ما يلزم منها للسائحين المحصورين - الحانات والشيبينات، أو المؤسسات المماثلة، والمسارح ودور السينما - المتاحف (24.1-2) - الأماكن التي تعرض العامة لخطر الإصابة بكوفيد-19 (24.4) يُستثنى مما سبق أيضًا المسؤولون عن تقديم خدمات الأمن والصيانة. (24.3)                                                  |
|   | 4 |   |   |   | المبيعات المسموح بها: المواد الغذائية، والمنظفات، ومعدات الوقاية، وسلع رعاية أطفال، والقرطاسية، والملابس الشتوية ومستلزمات الأسرّة، ووسائل التدفئة، والإمدادات الطبية، والوقود والفحم والخشب والغاز، ومعدات البناء لإصلاحات المنازل الطارئة، والخدمات الأساسية من قبل الحرفيين المؤهلين، والقطع اللازمة لمركَبَات العمّال الأساسيين، والكيماويات ومستلزمات التعبئة والتغليف وتوريد منتجات المستوى 4. |
|   | 4 | 3 |   |   | أقنعة الوجه: إلزام الجميع في الأماكن العامة بارتداء أقنعة الوجه القماشية أو الأقنعة منزلية الصنع أو أي قطعة أخرى تغطي الأنف والفم. |
|   | 4 | 3 |   |   | فحص الأفراد: في الأماكن العامة وفي أماكن العمل. |
|   |   | 3 |   |   | حظر الخمور: البيع والتوزيع والنقل (باستثناء الحالات التي يكون فيها الكحول مطلوبًا للصناعات التي تنتج مطهرات اليد والمطهرات والصابون والكحول للاستخدام الصناعي ومنتجات التنظيف المنزلية والمشروبات الكحولية لأغراض التصدير أو النقل من مصانع التصنيع إلى مرافق التخزين). لا يجوز النظر في الموافقة على تراخيص الخمور الخاصة أو المناسبات الخاصة. |
|   |   | 3 |   |   | حظر مبيعات التبغ: منتجات التبغ والسجائر الإلكترونية والمنتجات ذات الصلة، باستثناء الصادرات. |
|   |   | 3 |   |   | حظر التجول من الساعة 21:00 حتى الساعة 04:00، إلا في حالة منح تصريح لأداء الخدمات الأساسية أو خدمات أخرى مسموح بها، أو في حالات الطوارئ الأمنية أو الطبية. |
|   |   | 3 |   |   | عمليات الإخلاء، حظر: إيقاف أوامر الإخلاء وتعليقها لحين انتهاء المستوى 3، ما لم يتم تجاوزها من قبل المحكمة. |
|   |   | 3 |   |   | الحركة: يجوز للأفراد مغادرة أماكن إقامتهم بهدف: - أداء خدمة أساسية أو مسموح بها - الذهاب إلى العمل في حال امتلاك الفرد تصريحًا يخوله ذلك - شراء البضائع المسموح بها - الحصول على الخدمات المسموح بها - نقل الأطفال، وفقًا للشروط التي تسمح بذلك - ممارسة الرياضة بين الساعة 06:00 والساعة 18:00 بشرط ألا تُمارس في مجموعات مع التزام الأفراد بالبروتوكولات الصحية والتباعد الاجتماعي - الذهاب إلى دور العبادة، بشرط أن تكون داخل المحافظة نفسها - الذهاب إلى المدارس أو المؤسسات التعليمية |
|   |   | 3 |   |   | تنقل الأطفال بين الأوصياء أو مقدمي الرعاية: يُسمح به في حال وجود أمر من المحكمة، أو خطة رعاية بين الوالدين، أو تصريح صادر عن محكمة الصلح، بشرط عدم إصابة أي من أفراد الأسرة بكوفيد-19. |
|   |   | 3 |   |   | يُحظر التنقل بين المحافظات باستثناء العمال الحاصلين على تصريح لأداء خدمة أساسية أو مسموح بها، أو في حال الانتقال إلى مكان إقامة جديد، أو بهدف رعاية أحد أفراد الأسرة المباشرين مع حيازة الإفادة الخطية المناسبة، إضافةً إلى السماح بتنقل أعضاء البرلمان الذين يؤدون مسؤوليات رقابية، وطلاب المدارس ومؤسسات التعليم العالي التي سُمح لها فتح أبوابها. يُسمح أيضًا التنقل لحضور الجنازات، ونقل الرفات، والحصول على العلاج الطبي، وعودة الفرد إلى مكان إقامته بعد خروجه من الحجر الصحي أو مرفق العزل. |
|   |   | 3 |   |   | حظر التجمعات إلا في حالات: - الذهاب إلى المؤسسات الدينية (مع اقتصار التجمع على 50 شخصًا أو أقل حسب حجم مكان العبادة) - ارتياد مزاد زراعي - مباراة رياضية احترافية خالية من أي احتكاك (بوجود اللاعبين وحكام المباريات والصحفيين والطاقم الطبي والتلفزيوني فقط) - الجنازات (مع اقتصار عدد الحضور على 50 شخصًا أو أقل، وحظر طقوس العبادة الليلية في الجنازات (18.2-3)؛ ومنع التنقل بين المحافظات والبلديات الحضرية والبلديات المحلية إلا لأفراد العائلة المقربين والشركاء الذين يمتلكون التصاريح اللازمة) - حضور المزادات. - الوجود في أماكن العمل - شراء السلع والحصول الخدمات الأساسية. |
|   |   | 3 |   |   | الأماكن المغلقة للعامة: - المعارض والأماكن التي تُقام فيها أنشطة دينية أو ثقافية أو رياضية أو ترفيهية أو تنظيمية أو أي فعاليات مماثلة - الصالات الرياضية ومراكز اللياقة البدنية والملاعب الرياضية وحمامات السباحة، باستثناء حالات تدريب الرياضيين المحترفين واستضافة المباريات الرياضية الاحترافية غير المنطوية على احتكاك بين اللاعبين - المهرجانات والبازارات - النوادي الليلية - الفنادق، والنزل، وغرف الاستقبال الخاصة بالمبيت والإفطار، والمرافق والمنتجعات المشتركة، ودور الضيافة، باستثناء ما يلزم منها للسائحين المتبقين المحصورين في هذه المرافق، وللأشخاص الموجودين في الحجر الصحي أو العزل - البارات والحانات والشبيبات، أو أي مؤسسات مشابهة - الشواطئ والمتنزهات العامة، إلا في حالات القيام بالتمارين الرياضية - مناطق الجذب السياحي، باستثناء الرحلات الاستكشافية التي يقوم بها الأفراد بأنفسهم تشمل الاستثناءات أيضًا المسؤولين عن توفير خدمات الأمن والصيانة.        |
|   |   | 3 |   |   | إغلاق الحدود: باستثناء موانئ دخول محددة، لنقل الوقود والشحنات والبضائع، والعمليات الإنسانية، وعمليات إعادة المواطنين إلى البلاد، وعمليات الإجلاء، وحالات الطوارئ الطبية، وتنقل موظفي المنظمات الدبلوماسية والدولية، وعودة أي مواطن جنوب أفريقي أو أحد المقيمين الدائمين، والمتنقلين يوميًا. |
|   |   | 3 |   |   | النقل العام: يجوز لوزير النقل السماح باستئناف خدمات السكك الحديدية والحافلات وسيارات الأجرة، وخدمات طلب وسائل النقل عبر الاتصال الهاتفي، والمركبات الخاصة، مع تحديد قواعد النظافة للحد من الإصابة بكوفيد-19. |
|   |   | 3 |   |   | يُسمح بالسفر الجوي الداخلي إلا إذا كان لأغراض ترفيهية أو سياحية. |
|   |   | 3 |   |   | قد يُسمح لجميع الشركات باستئناف أعمالها، بشرط اتباعها بروتوكولات النظافة، ووضعها خطةً للتصدي لكوفيد-19، مع وجود مسؤول لمراقبة امتثالها لهذه الخطة، ويُستثنى من ذلك: - تجار بيع الخمور والتبغ بالتجزئة - استئجار منزل لمدة قصيرة لأغراض ترفيهية (مثل منشآت إير بي إن بي) - سفن الرحلات الترفيهية - الأنشطة الترفيهية. |
|   |   | 3 |   |   | يجوز للأماكن والشركات التالية إعادة فتح أبوابها للعامة: - خدمات العناية الشخصية، بما فيها تصفيف الشعر، والحلاقة، والعناية بالبشرة، وصالونات التجميل والأظافر، وجلسات التدليك، وصالونات الوشم وثقب الجسد (بدءًا من 19 يونيو 2020) - تناول الوجبات داخل المطاعم - الإقامة المعتمدة والمرخصة، باستثناء أماكن الإقامة المشتركة ومنشآت إير بي إن بي - المؤتمرات والاجتماعات لأغراض تجارية - دور السينما والمسارح والمكتبات والمتاحف ودور المحفوظات وصالات العرض (بدءًا من من 6 يوليو 2020) - الكازينوهات - الرياضات التي لا تتطلب احتكاكًا جسديًا (مثل الغولف والتنس والكريكت) والحصص التدريبية للرياضات التي تتطلب الاحتكاك الجسدي (بدءًا من من 6 يوليو 2020) |
|   |   |   | 2 |   | تخفيف المزيد من القيود، والحفاظ على التباعد الجسدي. - رفع جميع القيود المفروضة على السفر بين المحافظات - السماح بعودة مرافق الإقامة للعمل بما يتماشى مع البروتوكولات المعتمدة - السماح للمطاعم والبارات والحانات بالعمل وفقًا للقواعد التنظيمية - رفع القيود المفروضة على بيع التبغ - رفع الحظر المفروض على بيع الكحول مع مراعاة القيود، والسماح بشرب الكحول في مرافق معينة حتى الساعة 22:00، بينما يُسمح بشراء الكحول لاستهلاكه خارج نقاط البيع من الاثنين إلى الخميس بين الساعة 09:00 والساعة 22:00. - رفع القيود المفروضة على الزيارات العائلية والاجتماعية، مع التنويه بضرورة توخي الحذر - إمكانية فتح الصالات الرياضية ومراكز اللياقة البدنية، مع وجود بروتوكولات معتمدة - استمرار سريان حظر التجول من الساعة 22:00 إلى الساعة 04:00 - استمرار حظر التجمعات لأكثر من 50 شخصًا، ومنع وجود المتفرجين في الأحداث الرياضية - استمرار حظر السفر الدولي خارج القواعد التنظيمية الحالية |
|   |   |   |   | 1 | استئناف معظم الأنشطة العادية بحذر. |

#### التنفيذ
أعلن وزير الشرطة بيكي سيلي في 5 أبريل عن انخفاض في سرقات النقدية المحولة أثناء نقلها من مكان لآخر بفضل زيادة حواجز الطرق وزيادة حضور الشرطة وظهورها. أعلن أيضًا عن انخفاض معدل جرائم القتل. انخفض معدل دخول المستشفى جرّاء الأذيات بنسبة الثلثين. وبحلول نهاية الأيام السبعة الأولى من الإغلاق التام، اعتُقل ما مجموعه 2289 شخصًا لمخالفتهم أوامر الحجز  مع أكثر من 17000 حالة اعتقال بسبب جرائم مختلفة.
في 8 أبريل، عُلِّقت خدمة وزيرة الاتصالات والتكنولوجيات الرقمية ستيلا ندابيني-آبراهامز عبر إجازة إجبارية غير مدفوعة الأجر لمدة شهرين لانتهاكها أنظمة الإغلاق. إذ انتشرت صورة لها على وسائل التواصل الاجتماعي أثناء تناولها الغداء في منزل مدودوزي مانانا عضو اللجنة التنفيذية الوطنية للمؤتمر الوطني الأفريقي.
طُبِّق الإغلاق في مختلف أنحاء البلاد بدرجات متفاوتة من النجاح. في مقاطعة كيب الشرقية، أفيد في أوائل أبريل بأن تنفيذ الإغلاق التام كان ضعيفًا -إن لم يكن معدومًا- في بعض المناطق الريفية في المقاطعة.
أثار استخدام القوة من قِبل الشرطة والقوات الدفاعية الوطنية الجنوب أفريقية جدلًا واسعًا مع ورود تقارير متعددة عن تطبيق القوة المفرطة لفرض الإغلاق التام. شمل ذلك حوادث ضرب ومنع الناس من تصوير انتهاكات الشرطة ما دفع منظمة التوعية العامة «رايت تو نو» إلى إصدار بيان مفاده أن الشرطة ليس من حقها منع الجمهور من «ممارسة حقهم الدستوري في تصوير وتسجيل الحوادث».
بحلول اليوم الخامس، توفي ثلاثة أشخاص جرّاء استخدام القوة المفرطة من قبل موظفي الأمن المسؤولين عن تطبيق الإغلاق التام، وهو ما يساوي عدد الأشخاص الذين توفوا بسبب الفيروس في جنوب أفريقيا بحلول ذلك التاريخ. بحلول 3 أبريل، اليوم الثامن من الإغلاق التام، أفادت مديرية تحقيق الشرطة المستقلة (آي بّي آي دي) بأنها تحقق في ثماني وفيات تضمنت تورط الشرطة منذ بداية الإغلاق التام. في ذلك الحين، تجاوز هذا الرقم عدد الوفيات في البلاد بسبب الجائحة. وجاء ذلك رغم دعوة الرئيس رامافوزا العلنية للشرطة بضبط النفس. بحلول 12 أبريل، توفي ما مجموعه تسعة أشخاص نتيجة لممارسات الشرطة والجيش، وجاء ذلك عقب حادثة ضُرب فيها رجل في ألكسندرا حتى الموت على أيدي الجيش.
أصدر منتدى المحررين الوطنيين في جنوب أفريقيا بيانًا أعرب فيه عن قلقه إزاء سلوك الشرطة الذي يحرم وسائط الإعلام من الوصول إلى المواقع عند تغطية القصص المتعلقة بكوفيد-19. في 27 أبريل، أعربت المفوضية السامية للأمم المتحدة لحقوق الإنسان عن قلقها إزاء التدابير الصارمة والعسكرية لتنفيذ الإغلاق التام في عدد من الدول متضمنةً جنوب أفريقيا. بحلول 30 أبريل، أكدت الحكومة أن ما مجموعه خمسة أشخاص قد قُتلوا على أيدي الشرطة خلال الأسابيع الثلاثة الأولى من الإغلاق مع 152 حادثة اعتداء ارتكبتها قوات الشرطة.
أمرت محكمة بريتوريا العليا حكومة جنوب أفريقيا باتخاذ خطوات لمنع انتهاكات الشرطة أثناء فترة الإغلاق التام، وجاء ذلك بعد وفاة كولينز خوسا متأثرًا بإصابات ألمَّت به بعد أن تعرض للضرب من قِبل الشرطة.

#### التبغ والكحول
أثناء الإعلان عن رفع إجراءات المستوى 5 من الإغلاق التام في 23 أبريل، أعلن الرئيس رامافوزا عن إعادة مشروعية بيع التبغ. في 29 أبريل، عارضت الوزيرة دلاميني-زوما هذا البيان. أدَّت الشكوك الناجمة عن مشروعية بيع التبغ أثناء المستوى 4 من الإغلاق التام إلى طلب شركة التبغ البريطانية الأمريكية لاستئناف عاجل من المحكمة  والذي تم إسقاطه في 6 مايو واستؤنف في 29 مايو. أثار الحظر مخاوف مجلس أبحاث العلوم الإنسانية ودائرة الدخل في جنوب أفريقيا خشية أنه سيشجع على مبيعات التبغ غير المشروعة وبالتالي تنامي قوة الجريمة المنظمة وتبعاتها. دافعت الرابطة النسائية للمؤتمر الوطني الأفريقي عن بيان دلاميني-زوما وسط اتهامات بأنها كانت تتلقى دعمًا ماليًا من تجار التبغ غير الشرعيين. بحلول 4 مايو، أكَّد الرئيس رامافوزا استمرار الحظر على التبغ أثناء المستوى 4 من الإغلاق التام. اتَّهم التحالف الديمقراطي دلاميني-زوما بالكذب على الشعب بشأن الدعم القوي لحظر التبغ ودعا إلى إقالتها من منصبها.
خلال فترة المستوى 5 من الإغلاق التام، حُظِرَ بيع الكحول من أجل تقليل الضغط الناتج عن الإصابات المرتبطة بالكحول والتي تزيد العبء على المستشفيات. فُرِضَ الحظر مجددًا ابتداءً من 12 يوليو بشكل مثير للجدل وسط مخاوف من حقيقة أن الإغلاق التام يُغذي نمو مبيعات الكحول غير المشروعة.

#### النقد
أثارت الشكوك حول طول فترة الإغلاق التام إلى جانب شدته والمخاوف من إئتكال الحريات المدنية، انتقادات من قِبَل عدد من الشخصيات والأحزاب السياسية البارزة في جنوب أفريقيا. صرَّح وزير المالية السابق وعضو الرابطة النسائية للمؤتمر الوطني الأفريقي، تريفور مانويل، عن شكوكه حول عقلانية الطريقة التي تُنفذ بها الحكومة إجراءات الحظر، في حين أعرب عن قلقه من أن الإغلاق التام يُعرِّض دستور جنوب أفريقيا للخطر.
عارضت القيادة العسكرية استخدام أفراد الجيش في عملية فرض حظر التجول الليلي، منتقدةً حظر التجارة الإلكترونية والقيود المفروضة على ساعات التمارين الرياضية، إذ قدمت طعنًا قضائيًا ضد دستورية عدم وجود رقابة برلمانية على قانون إدارة الكوارث الوطنية. قدَّم حزب جبهة الحرية بلس طلبًا لمحكمة خاوتينغ العليا للطعن في صحة الدستور الخاص بقانون إدارة الكوارث الوطنية. انتقد حزب مقاتلي الحرية الاقتصادية التراخي ببعض قوانين الإغلاق في مايو 2020 كونه مثالًا عن الخضوع للضغوط الصناعية من خلال السماح بممارسة العمل من جديد.

### الإعادة إلى الوطن
في 14 مارس 2020، أعيد 112 من مواطني جنوب أفريقيا إلى وطنهم من ووهان، الصين، ووُضِعوا تحت المراقبة والحجر الصحي في منتجع ذا رانش بالقرب من بولوكوان.
أُجري الفحص الطبي قبل المغادرة، وتم التخلي عن أربعة منهم كانوا يبدون علامات الإصابة بمرض فيروس كورونا من أجل تخفيف المخاطر. ولم يُعاد إلا المواطنين ذوي نتائج الاختبار السلبية.
أثبتت نتائج الاختبار سلامة جميع مواطني جنوب أفريقيا، بمن فيهم طاقم الطائرة والطيارون وموظفو الفندق والشرطة والجنود الذين شاركوا في البعثة الإنسانية، وبقي جميعهم كإجراء وقائي تحت المراقبة والحجر الصحي لمدة 14 يومًا في منتجع ذا الرانش.

### أطباء كوبيون
في 27 أبريل، وصل 217 من الاختصاصيين الطبيين الكوبيين (معظمهم من الأطباء) إلى جنوب أفريقيا للمساعدة في الاستجابة للجائحة بدعوة من حكومة جنوب أفريقيا  وجرى توزيعهم في جميع أنحاء البلاد.
شكّل وصول هؤلاء إلى الفندق وما ورد في التقارير عن التكلفة المدفوعة للحكومة الكوبية والبالغة 429 مليون راند (ما يعادل 23 مليون دولار أمريكي) مثارًا للجدل. ذكرت الرابطة الطبية لجنوب أفريقيا أن نشرهم سابق لأوانه لأن العديد من الأطباء والممرضات في جنوب أفريقيا لم يجر توزيعهم بعد كجزء من الاستجابة للجائحة. انتقدت رابطة جنوب أفريقيا لأخصائيّ الصحة المدربين دوليًا الحكومة لعدم لجوئها لاستخدام خريجي الطب من جنوب أفريقيا العاطلين عن العمل بدلًا من ذلك. صرّح حزب التحالف الديمقراطي أن على الحكومة إعطاء الأولوية لاستخدام أخصائيّ الرعاية الصحية المحليين. شككت صحيفة ديلي مافريك في التكلفة العالية المدفوعة للأطباء. انتقدت حكومة الولايات المتحدة إيفادهم والمدفوعات مقابل خدماتهم بصفتها شكل من أشكال الاتجار بالبشر. في حين شجبت الحكومة الكوبية الادعاءات المتعلقة بالاستفادة من إيفاد أطبائها، وذكرت أن الانتقاد جزء من «حملة تشويه سمعة».

### التبرعات
تلقت جنوب أفريقيا تبرعات بمعدات الحماية الشخصية مثل الأقنعة الطبية من الصين وأجهزة التنفس الصناعي من الولايات المتحدة.

## الآثار

### الآثار الاقتصادية
في بداية الإغلاق الوطني في 27 مارس، توقع الاقتصاديون في جنوب إفريقيا أن يتسبب الوباء في انكماش بنسبة 2.5% إلى 10% من الناتج القومي الإجمالي لجنوب إفريقيا في عام 2020. أدى الإغلاق الوطني والتباطؤ الاقتصادي الناتج عن ذلك إلى خفض الطلب على الكهرباء بأكثر من 7500 ميغاواط، وبالتالي انخفاض تأثيرات أزمة الطاقة في جنوب إفريقيا التي طال أمدها. تشير التقديرات إلى أن الحكومة ستواجه عجزًا في الإيرادات لعام 2020 يتراوح بين 70 مليار و100 مليار راند. نتج عن ذلك إعلان حكومة جنوب إفريقيا عن حزمة من الحوافز بقيمة 500 مليار راند (26.9 مليار دولار أمريكي)، مما أدى إلى تسريع الإنفاق بالاستدانة من 6.8% إلى أكثر من 10% من الناتج القومي الإجمالي للسنة المالية 2020. في أواخر يوليو، أُعلن أن جنوب إفريقيا ستأخذ قرضًا من صندوق النقد الدولي بقيمة 70 مليار راند (4.3 مليار دولار أمريكي) مما يزيد إجمالي نسبة الدين إلى الناتج القومي الإجمالي للبلاد إلى 83%. كانت النقابات العمالية ومقاتلي الحرية الاقتصادية حاسمين حيال استخدام صندوق النقد الدولي لسحب قرض، في حين أعرب التحالف الديمقراطي والأحزاب السياسية المعارضة الأخرى عن قلقها بشأن الفساد عند صرف الأموال المقترضة.
فقدت بورصة جوهانسبرغ 15% من قيمتها في الأسبوع المنتهي في 13 مارس 2020، وهو أسوأ أسبوع لها منذ 21 عامًا. في 19 مارس، أعلن محافظ بنك جنوب إفريقيا الاحتياطي، ليسيتجا كغانياغو، عن تخفيض معدل إعادة الشراء في البلاد بمقدار 100 نقطة أساس أو نقطة مئوية واحدة إلى 5.25%. في 14 أبريل، أجري تخفيض إضافي بنسبة 4.25% سنويًا. في 22 مارس، أعلن بنك ستاندرد عن إجازة مدفوعات لمدة 90 يومًا للشركات الصغيرة والمتوسطة والطلاب لمحاولة حمايتهم من التأثير الاقتصادي لتفشي المرض، وذلك بدءًا من 1 أبريل. قُدر أن الدولة ستخسر 285 مليار راند في خسارة إيرادات الضرائب للسنة المالية 2020/21 بسبب الوباء والإغلاق الناتج. في غضون الشهر الأول من الإغلاق، فقد ثلاثة ملايين جنوب أفريقي وظائفهم مما ساهم في زيادة انعدام الأمن الغذائي والفقر. بحلول منتصف يوليو، أبلغ عن نقص الغذاء على نطاق واسع في جميع أنحاء البلاد وفي المناطق الريفية في كيب الشرقية على وجه الخصوص.
صورة: متطوعون في فيليبي، كيب تاون يقومون بتعبئة سلل غذائية لتُوزع على المحتاجين خلال إغلاق جائحة كوفيد-19، كان للإغلاق تأثير سلبي خطير على اقتصاد جنوب إفريقيا، وبشكل خاص على الفقراء والعاطلين عن العمل 

### الفساد والتلاعب بالأسعار
كان للفساد تأثير سلبي كبير على جهود مكافحة الوباء من خلال تضخيم تكاليف المشتريات الحكومية مع تراجع ثقة الجمهور في المؤسسات الحكومية. كان لسنوات الفساد السابقة لانتشار الوباء تأثير سلبي على الخدمات الصحية في البلاد. وقد ازداد الفساد في سلك الشرطة خلال الوباء أيضًا، إذ استخدم الكثير منهم سلطتهم الواسعة لابتزاز الرشاوى من المواطنين. أثيرت مخاوف من أن الأموال المقترضة بقيمة 70 مليار راند (4.3 مليار دولار أمريكي) من صندوق النقد الدولي لجنوب إفريقيا ستضيع هباءً بسبب الفساد. في 7 أغسطس، أعلن الرئيس رامافوزا عن تشكيل لجنة وزارية للتحقيق في الفساد في توزيع عطاءات الدولة خلال جائحة كوفيد-19.
غُرّمت شركة سيكورو سيفتي آند هانوكس سبلايس بعد اعترافها بتضخيم أسعار أقنعة الوجه بنسبة 900%. اكتشف أن شركة كانت مسؤولة عن الإمدادات الخاصة بحكومة غوتنغ تتقاضى ضعف سعر المطهر وأربعة أضعاف السعر العادي لأقنعة الوجه. أوقف بعض المسؤولين في حكومة كوازالو ناتال لقيامهم بعمليات شراء بأسعار ضخمة لمعدات وقاية شخصية وبطانيات. أعلن الرئيس رامافوزا في أواخر شهر يوليو عن تنفيذ إجراءات لمكافحة الفساد في توصيل الطرود الغذائية وشراء السلع باهظة الثمن. ذكرت وحدة التحقيقات الخاصة أنها تحقق في عدد من المعاملات المشبوهة وأعمال الفساد المزعومة المتعلقة بصندوق الإغاثة الخاص بجائحة كوفيد-19 الذي تبلغ قيمته 500 مليار راند. يشمل عدد من المسؤولين الحكوميين المتورطين في مزاعم الفساد المتعلقة بكوفيد-19. إيس ماجاشول، زوجة بانديل ماسوكو، وزوج المتحدثة باسم الرئاسة خوسيلا ديكو. نفى ماجاشول وديكو وماسكوو أي تورط في مزاعم فساد المشتريات المتعلقة بجائحة كوفيد-19.

### الآثار الاجتماعية

#### الأحداث الملغاة أو المؤجلة
علقت الرموز الرياضية الرئيسية أنشطتها، بما في ذلك سوبر راجبي، موسم برو14 لعام 2019-20، فارسيتي راجبي، كأس الاتحاد الكونفدرالي الأفريقي لكرة القدم، ألعاب القوى في جنوب إفريقيا، صن شاين توور غولف، بطولة جنوب أفريقيا الوطنية لإنقاذ الحياة في ويمبي وباركرون. ألغيت جولة ذا كيب إيبيك سايكل، ماراثون المحيطين لعام 2020 وماراثون الرفاق 2020.
تضمنت الأحداث الحية التي ألغيت أو تأجلت مهرجان مانغاونغ للثقافة الإفريقية، بلوم شو، أفريكابرن، مهرجان كيب تاون الدولي للجاز، كلاين كارو ناسيونال كونستيفيس، مهرجان سبلاش فين، راند شو، المهرجان الوطني للفنون (تحول إلى البث المباشر الافتراضي)، سايفيست إفريقيا (مؤجل إلى 9-15 سبتمبر)، دبليو دبليو إي لايف ساوث آفريكا (مؤجل حتى سبتمبر) وكوميك كون كيب تاون. أجلت عائلة لايتهاوس، بويز 2 مين وبيبي ويناس جولاتها في جنوب إفريقيا. تضمنت المعارض التجارية والزراعية المؤجلة أو الملغاة هنت إكس، ديكور إكس كيب تاون آند دوربان، تيركسبو (أجل إلى 4-6 أغسطس 2020)، معرض الطاقة والكهرباء العالمي (مؤجل حتى 20-21 أغسطس)، عرض بيترماريتسبورغ الملكي، مهرجان إس إيه للجبنة، عشاء جوائز كواليتي وعرض المهرجان الزراعي في كيب الغربية للشباب.
ألغت كنيسة صهيون المسيحية حجها السنوي بعيد الفصح. علق مجلس القضاء الإسلامي صلاة الجمعة، ثم أغلق المساجد كليًا يوم الأحد 22 مارس، لكن مع استمرار الأذان. علّق الحاخام الأكبر وارن غولدشتاين خدمات المعابد. توقفت مدارس الختان التقليدية في كيب الشرقية.
أغلقت مدينة جوهانسبرج جميع المرافق العامة إلى أجل غير مسمى بما في ذلك أحواض السباحة العامة والمراكز الترفيهية والمدنية والملاعب والمكتبات والمرافق الرياضية وحديقة حيوان جوهانسبرج. أغلقت بلدية اتهكويني الحضرية جميع المرافق العامة في ديربان بما في ذلك أحواض السباحة العامة والشواطئ والمكتبات والقاعات المجتمعية، وفُرضت القيود على التجمعات في المقابر والمعارض لتشمل ما لا يزيد عن 50 شخصًا. أغلقت مدينة كيب تاون جميع المرافق العامة إلى أجل غير مسمى بما في ذلك أحواض السباحة العامة والمراكز الترفيهية والمدنية والملاعب والمرافق الرياضية والمحميات الطبيعية.
أغلقت أقدم حانة في جنوب إفريقيا، ذا بيرسيرفيرنس تافيرن، أبوابها في خضم الوباء إذ أن الآثار الاقتصادية للحظر امتدت لتشمل المشروبات الكحولية.

#### الاحتجاجات
في 5 أغسطس، نظم أعضاء منخرطون في صناعة الترفيه والمطاعم واللياقة البدنية والمناسبات احتجاجًا التزموا فيه بالتباعد الاجتماعي وأضاءوا المباني باللون الأحمر. نُظمت حملة #LightSAred لتسليط الضوء على الأثر الاقتصادي السلبي لتدابير إغلاق كوفيد-19 على هذه الصناعات.

#### السطو
استهدفت بعض متاجر المشروبات الكحولية والأطعمة من قبل اللصوص في ضواحي كيب تاون في إلسيس ريفر ودلفت ساوث وسامورا ماشيل ومانبرج وشيروود بارك ونيانجا جانكشن وجيتسفيل. في 21 يوليو، اختطفت شاحنة تحمل عينات اختبارات كوفيد-19 في عيادة في مذرويل في كيب الشرقية، ووجدت مهجورة على بعد 500 متر.

## المعلومات المغلوطة
شهد انتشار فيروس كورونا في جنوب إفريقيا ازديادًا في نشر المعلومات المغلوطة حول الفيروس على وسائل التواصل الاجتماعي وغيرها من المنصات. وتتراوح هذه المغالطات من معلومات تقلل من ضرر الفيروس على البلاد إلى نشر نظريات المؤامرة حول الإجراءات الحكومية المتعلقة بالحد من انتشار الفيروس. أعلن أن أي نشر لمعلومات مغلوطة وأخبار كاذبة عن الفيروس في جنوب إفريقيا عن عمد سيُعتبر جريمة يعاقب عليها بغرامة أو بالسجن لمدة ستة أشهر أو بكليهما.
قُبض على أحد الأشخاص لنشره مقطع فيديو يظهر هو فيه جالسًا في أحد الأماكن العامة يشرب مع أصدقائه بعد الإغلاق الوطني قائلًا إنه «لا وجود لشيء اسمه كورونا هنا». وفي حادثة أخرى، ادعى رجل أن 10000 مسؤول حكومي سوف ينتقلون من منزل إلى منزل باستخدام مجموعات اختبار ملوثة لفحص الأشخاص بحثًا عن الفيروس. تسببت نظرية المؤامرة القائلة بأن بيل غيتس كان يرغب في اختبار «لقاح» كوفيد-19 في إفريقيا أو جنوب إفريقيا في إثارة جدل كبير على وسائل التواصل الاجتماعي، تبع ذلك نشر قصة محذوفة حاليًا على نيوز24. ذكر تريفور نواه أنه تلقى رسائل كراهية لإجراء مقابلة في ذا ديلي شو مع غيتس، وذلك بعد الادعاءات الكاذبة المنشورة عن غيتس.
وانتشرت أيضًا الأخبار المضللة التي تفيد بأن تقنية جي5 الخلوية كانت السبب الحقيقي لأعراض كوفيد-19 في البلاد خلال هذه الفترة، وأيضًا في دول أخرى حول العالم.
- مناطق انتشار فيروس كورونا حسب الدولة والمنطقة 2019–20
- جائحة فيروس كورونا في أفريقيا 2020
- جائحة فيروس كورونا 2019–20
- مرض فيروس كورونا 2019
- فيروس كورونا 2 المرتبط بالمتلازمة التنفسية الحادة الشديدة